# Rio Pomba (Minas Gerais)
Rio Pomba est une municipalité brésilienne de l'État du Minas Gerais et la microrégion d'Ubá.